# Pseudotorymus grisselli
Pseudotorymus grisselli is een vliesvleugelig insect uit de familie Torymidae. De wetenschappelijke naam is voor het eerst geldig gepubliceerd in 2006 door Narendran & Girish Kumar.